# Sturmgewehr 44
Das Sturmgewehr 44 ist eine automatische Waffe, die in der Wehrmacht im Jahr 1943 als MP43 eingeführt wurde. Ursprünglich als Maschinenpistole bezeichnet, wurde die Bezeichnung Sturmgewehr zum Überbegriff einer neuen Waffengattung.

## Geschichte

### Neue Patrone
Die vom Heereswaffenamt (HWA) in Auftrag gegebene Entwicklung einer neuen Infanteriewaffe begann mit der Entwicklung einer Patrone, die bis 1.000 Meter wirksam sein sollte. Das HWA richtete seine Aufmerksamkeit auf die Magdeburger Patronenfabrik Polte. Diese hatte 1938 eine Patrone im Kaliber 7,92 × 30 mm entworfen, deren 3,7 g schweres Geschoss eine hohe Mündungsgeschwindigkeit erreichte. Infolge des Vertrages zwischen Polte und der Heeresführung wurden zahlreiche Versuche mit kurzen 7,92-mm-Patronen durchgeführt, die 1941 in der Entwicklung einer Patrone im Kaliber 7,92 × 33 mm mit einem 8,2 g schweren Geschoss und einer Mündungsgeschwindigkeit von 694 m/s endeten.
Die ursprünglichen – schon seit 1923 bestehenden – Anforderungen an eine Waffe für derartige Mittelpatronen wurden nach Forschungen von 1935 bis 1937 überarbeitet. So entstand 1938 das Konzept für eine leichte automatische Waffe, die den Karabiner, die Maschinenpistole, sowie teilweise das MG ersetzen sollte.

### Maschinenkarabiner 42

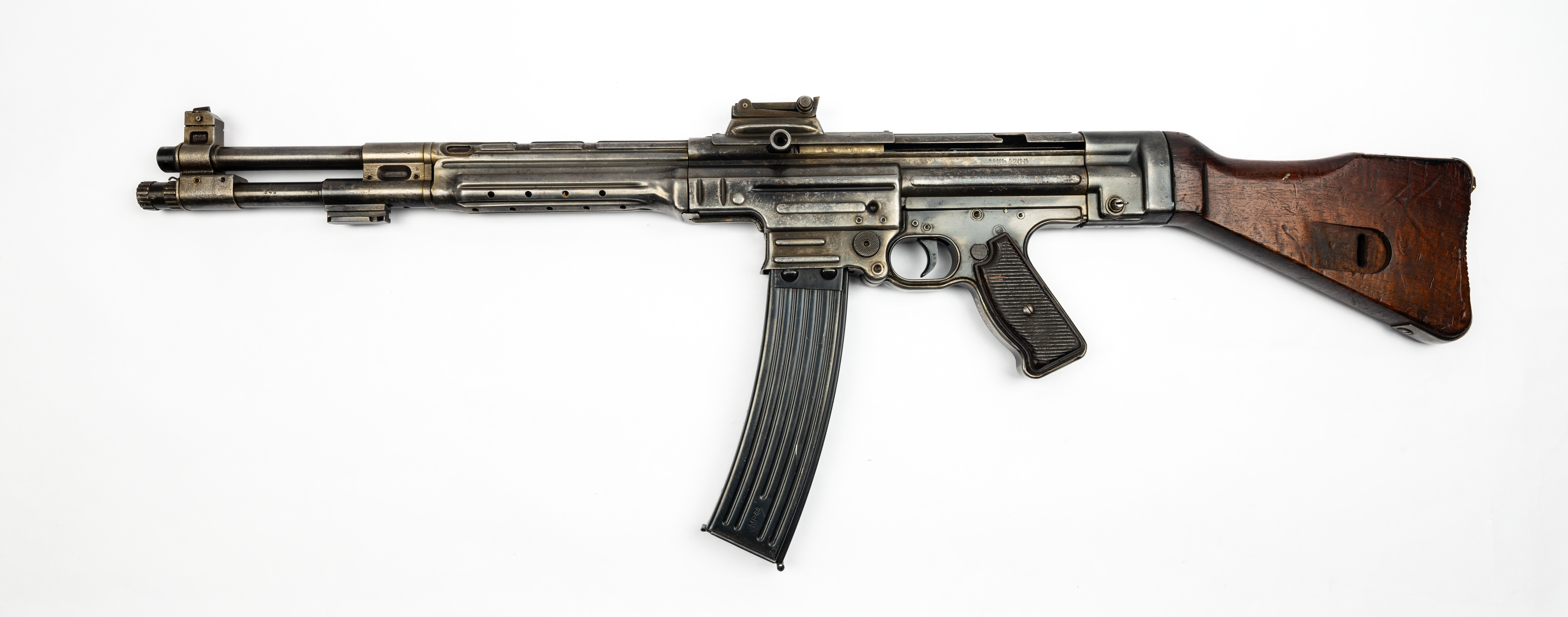
MKb 42H (Haenel) mit Gasabnahme an der Mündung

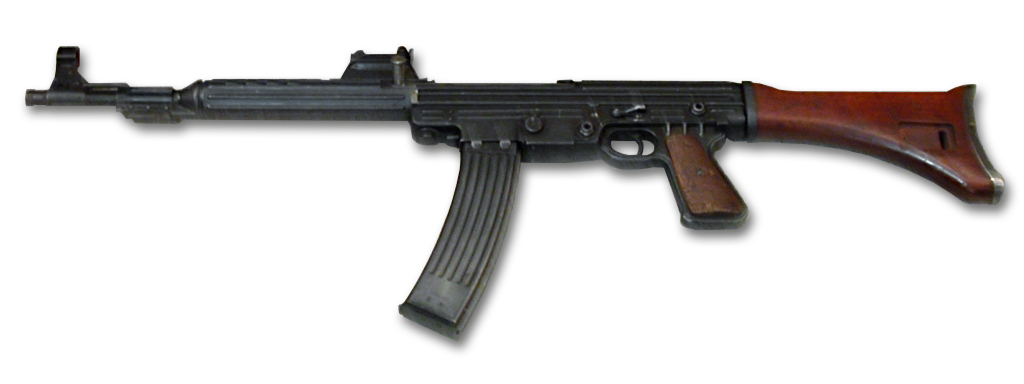
MKb 42W (Walther)

Den Auftrag für die Entwicklung erhielt 1938 die Firma C. G. Haenel in Suhl; die Entwicklungsarbeiten leitete Hugo Schmeisser. Die Waffe, anfangs als „schwere Maschinenpistole“ bezeichnet, wurde nun Maschinenkarabiner (MKb) genannt. Anfang 1940 war ein aus gefrästen Teilen hergestelltes Versuchsmodell (später im Blechprägeverfahren gefertigt) fertiggestellt, das dem Heereswaffenamt (HWA) vorgestellt wurde. Hierbei handelte es sich um einen Gasdrucklader – ein für die Kombination von Dauer- und Einzelfeuer auf variabler Entfernung zum Ziel optimales Funktionsprinzip, das heute den meisten Sturmgewehren zugrunde liegt. Der Gaskolben mit langem Hub befand sich oberhalb des Laufs, die Verriegelung erfolgte über einen Kippblockverschluss. Der Maschinenkarabiner mit der Bezeichnung MKb 42 (H) (H für Haenel) war eine zuschießende Waffe, was für die Präzision bei Einzelfeuer nachteilig war. Die Abzugsvorrichtung ähnelte in gewissen Punkten der der MP 40, ermöglichte jedoch sowohl Einzel- als auch Dauerfeuer. Die Feuerart wurde durch das Betätigen eines Knopfschalters gewählt. Der Schuss wurde durch den auf den Schlagbolzen auflaufenden Verschlussträger ausgelöst. Als Sicherung diente – wie auch bei der MP 40 – der in die Sicherungsrast eingespannte Spannschieber. Das eigens für den Maschinenkarabiner entwickelte Magazin nahm 30 Patronen auf und konnte mit Ladestreifen geladen werden, die je fünf Patronen fassten. Die Hülsenauswurföffnung wurde durch einen Staubschutzdeckel abgedeckt, welcher sich durch das Betätigen des Durchlademechanismus automatisch öffnete. Die Visiereinrichtung bestand aus einem Korn mit Kornschutz sowie einer bis 800 m einstellbaren Schiebekimme. Die Waffe weckte Interesse beim Militär, und so erhielt Haenel Ende 1941 den Auftrag zur Fertigung von 50 Exemplaren für die Erprobung in der Truppe.
Zeitgleich erhielt auch die Carl Walther GmbH vom HWA den Auftrag, einen eigenen Maschinenkarabiner zu entwickeln, der jedoch das bereits ausgereifte Magazin von Hugo Schmeisser nutzen sollte. Walthers Maschinenkarabiner (MKb 42 (W)) beinhaltete Merkmale früherer Entwicklungen der Firma. Die über zwei Laufbohrungen abgezapften Gase betätigten den um den Lauf angeordneten Gaskolben. Anders als Schmeissers Konstruktion war der MKb 42 (W) eine aufschießende Waffe. Die Visiereinrichtung ähnelte der des MKb 42 (H). Damit die Waffe bei Dauerfeuer besser im Ziel blieb, bildeten Lauf und Schulterstütze eine Linie. Anfang 1942 wurde der erste Prototyp fertig, der trotz befriedigender Testergebnisse nachbesserungswürdig war.

### Weiterentwicklung

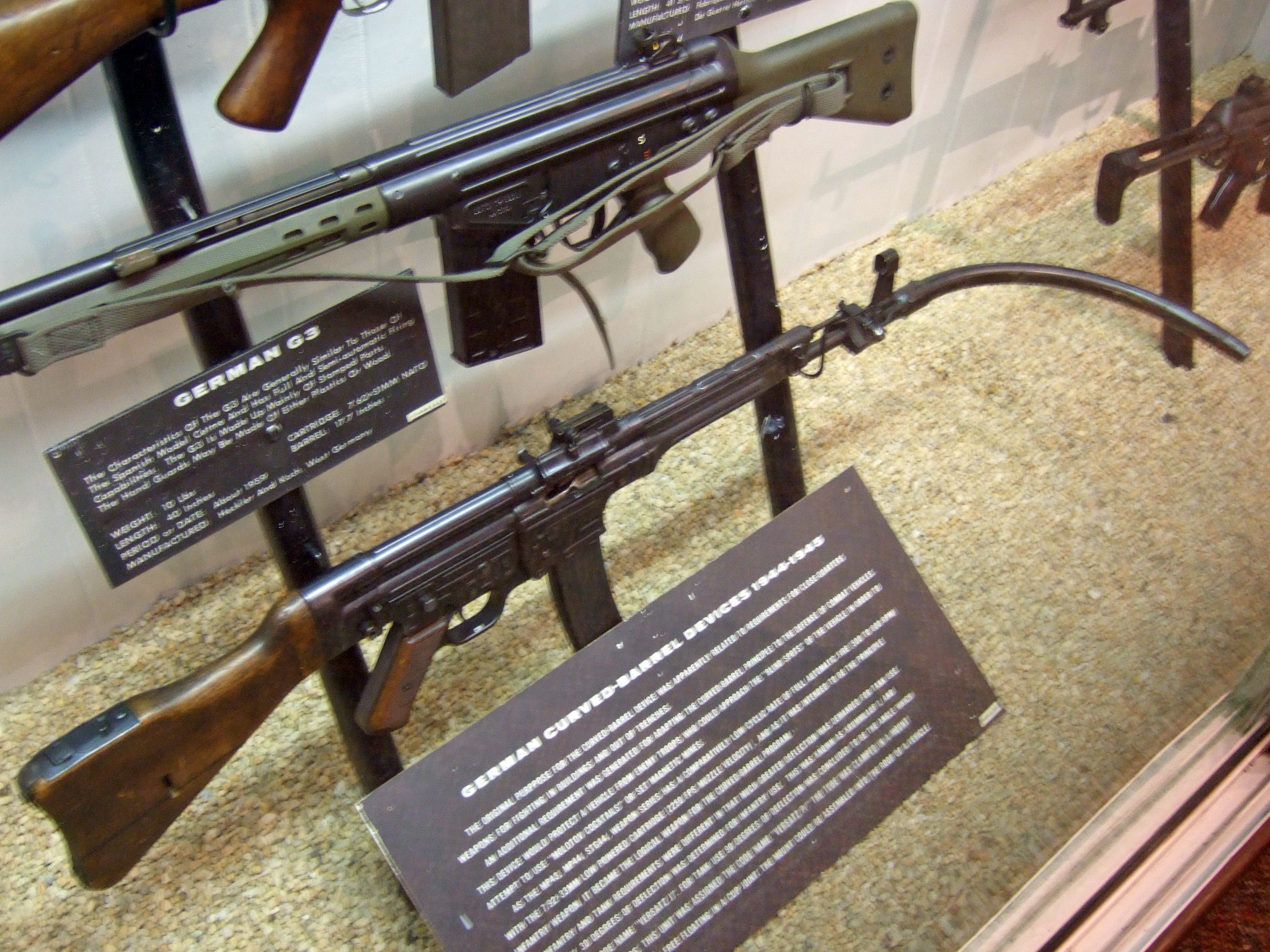
StG 44 mit Krummlauf

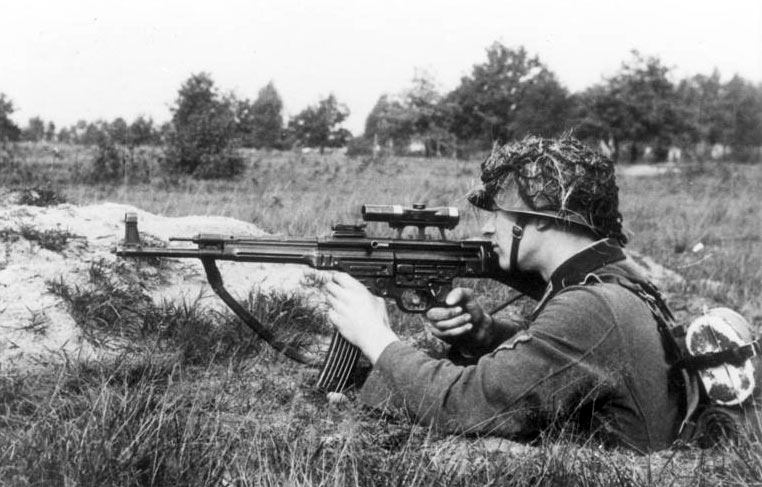
Soldat der Wehrmacht mit einem StG 44 mit Zielfernrohr ZF-4 (1943)

Ende 1942 erhöhte das HWA den Auftrag bei Haenel auf 200 Stück/Tag und forderte eine ebenso große Stückzahl von Walther. Pläne, nach denen die beiden Firmen ihre Produktionszahl auf 500 Stück/Tag erhöhen sowie später insgesamt 15.000 Stück monatlich herstellen sollten, mussten verworfen werden. Die Erfahrungen der ersten Kriegsjahre zeigten, dass eine Standardinfanteriewaffe auch im Nahkampf zu gebrauchen sein musste und die Möglichkeit zur Anbringung eines Schießbechers bieten sollte. Die entsprechenden Veränderungen an den Waffen nahmen Zeit in Anspruch, so dass die Produktion nur schleppend anlief. Dank der Unterstützung durch das Rüstungsministerium konnten die wichtigsten Probleme jedoch schon Anfang 1943 gelöst und eine größere Anzahl der Maschinenkarabiner hergestellt werden. Der damalige Reichsminister für Rüstung, Albert Speer, ordnete an, die beiden Waffen an die Ostfront zu liefern und sie dort zu testen. Die Tests ergaben, dass der MKb 42 (W), obwohl leichter und präziser als die Konkurrenz, nicht mit dem MKb 42 (H) mithalten konnte, wenn es um die Zuverlässigkeit ging. Durch dieses Ergebnis wurde Schmeissers Waffe der Vorzug gegeben, die jedoch überarbeitet werden sollte.
Am stärksten überarbeitet wurde der Abzugsmechanismus. Das zuschießende System des MKb 42 (H) war ein Grund für die mangelhafte Präzision bei Einzelfeuer. Um dieses Problem zu lösen, musste die Waffe aufschießend funktionieren, was wiederum den Einsatz einer vom Bewegungsimpuls des Verschlussträgers unabhängigen Abzugseinheit erforderte. Zum Auslösen des Schusses diente ein im Abzugsgehäuse angebrachter Hahn, der auf einen im Verschlussträger angebrachten Bolzen schlug, welcher den Impuls auf den im Verschluss liegenden Zündstift übertrug. Ein über dem Griff quer durch das Abzugsgehäuse verschiebbar angebrachter Schalter erlaubte das Umschalten von Einzel- auf Dauerfeuer. Die Sicherungsraste trat ihre Funktion an eine Daumensicherung ab. Weitere Veränderungen wurden an der Mündung und am Gasrohr vorgenommen; ein Nachteil, nämlich das hohe Gewicht der Waffe, blieb erhalten. Noch 1943 begann auf Veranlassung Albert Speers die Massenfertigung des modernisierten Maschinenkarabiners unter der Bezeichnung Maschinenpistole 43 (MP 43). Dieser Name wurde als Tarnung gewählt, um den Eindruck einer Maschinenpistole zu erwecken, da Adolf Hitler sich trotz aller positiven Berichte gegen die Einführung des Maschinenkarabiners entschieden hatte.

### Einsatz

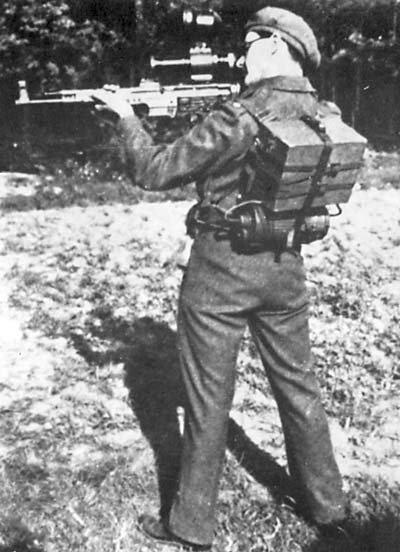
Zielgerät 1229 „Vampir“ montiert auf einem Sturmgewehr 44, vorgeführt von einem britischen Soldaten

Im September 1943 verlief die erste großangelegte Truppenerprobung der MP 43 an der Ostfront bei der 93. Infanterie-Division. Die Waffe erwies sich als adäquater Ersatz für Maschinenpistolen und Repetiergewehre und machte Unterstützung durch Maschinengewehrfeuer weniger notwendig. Einzelfeuer wurde auf Entfernungen bis 400 m geschossen, beim Übergang in den Nahkampf schaltete der Schütze einfach auf Dauerfeuer. Die MP 43 war zuverlässig, leicht zu zerlegen und präzise. Der Rückstoßimpuls war, verglichen mit dem Karabiner 98k, nicht einmal halb so stark. Der Munitionsvorrat von 150 Patronen wog nur 2,5 kg statt 3,9 kg. Das Gewicht der Waffe lag zusammen mit sechs geladenen Magazinen höher als das des Karabiners 98k, jedoch übertrafen die Vorteile bei weitem die Nachteile. Schließlich ließ sich Hitler durch Bitten von Frontsoldaten – unterstützt durch Speer und das HWA – umstimmen und erlaubte die Produktion der MP 43 zur Einführung in die Heeresbewaffnung.
Diese Entscheidung beschleunigte die weitere Entwicklung der Waffe. So entstanden Modifikationen wie die MP 43/1, bei der eine Halterung an der rechten Seite angebracht wurde, auf die ein Zielfernrohr ZF-4 mit vierfacher Vergrößerung montiert werden konnte. Ferner war die Anbringung des Infrarot-Nachtvisiers ZG.1229 („Vampir“) möglich. Diese sollen 1945 beim Kampf um Berlin eingesetzt worden sein. Es gab zwei Schießbecher-Varianten; bei der MP 43 wurde er aufgesteckt, bei der MP 43/1 aufgeschraubt.
Im April 1944 wurde die Bezeichnung in MP 44 geändert, ohne dass technische Änderungen an der Waffe vorgenommen wurden. Noch im selben Jahr wurde der Name nochmals geändert. Die neue und diesmal endgültige Bezeichnung lautete Sturmgewehr 44 (StG 44). Von wem genau der Name stammt – ob von Hitler oder General Erich Jaschke – ist nicht eindeutig geklärt. Obwohl ursprünglich reine Propaganda, beschrieb die Bezeichnung „Sturmgewehr“ die taktische Einsatznische weitaus präziser als „Maschinenpistole“, und so wurde der Name nach dem Krieg zum Überbegriff der gesamten Waffengattung.

### Kriegsende

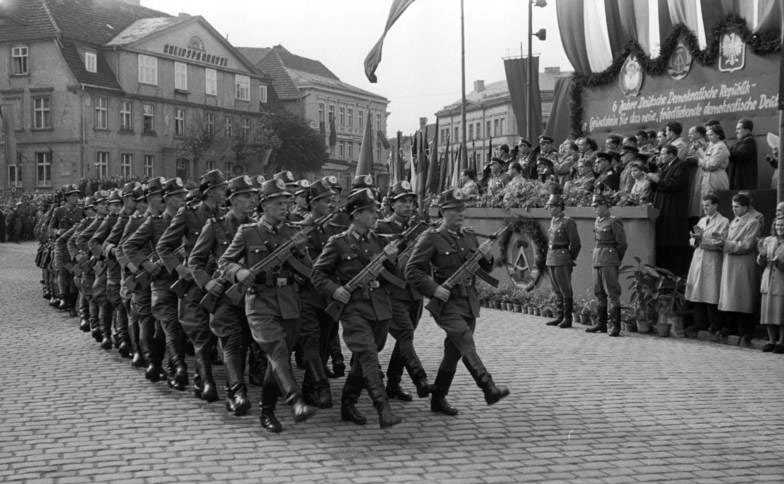
DDR-Volkspolizei mit StG44 (1955)

Insgesamt wurden bis zum Kriegsende etwa 424.000 Exemplare der Waffe hergestellt. Das StG 44 war auch nach dem Ende des Zweiten Weltkrieges im Einsatz; so wurde es bei der Volkspolizei der DDR und jugoslawischen Fallschirmtruppen eingeführt. Entgegen dem weit verbreiteten Irrglauben ist das Sturmgewehr 44 nicht mit der sowjetischen Kalaschnikow verwandt. Jedoch diente das Auftreten des MKb 42 (H) an der Ostfront der sowjetischen Führung als Anstoß, die Entwicklung derartiger Waffen wieder aufnehmen zu lassen, da die mit dem Awtomat Fjodorowa begonnene Entwicklung einer frühen Form des Sturmgewehrs nach dem Russischen Bürgerkrieg gestoppt worden war. Zudem diente die Kurzpatrone 7,92 × 33 mm in anderen Ländern als Anstoß, ebenfalls an vergleichbaren Mittelpatronen zu arbeiten.
Im August 1945 wurden 50 Sturmgewehre 44 aus vorhandenen Montageteilen zusammengebaut und der Roten Armee zur technischen Auswertung in der Sowjetunion übergeben, gleichzeitig mit 10.785 Blatt technischer Zeichnungen zur Fertigung von anderen Militärwaffen. Im Oktober 1945 wurde Hugo Schmeisser zur Arbeit in einer „Technischen Kommission“ der Roten Armee zwangsverpflichtet, jedoch waren die sowjetischen Leiter unzufrieden mit Schmeissers Mitarbeit. Diese Kommissionen hatten die Aufgabe, den neuesten Stand der deutschen Waffentechnik festzustellen, um die Ergebnisse in eigene sowjetische Entwicklungen einfließen zu lassen.
Bis heute ist die Waffe noch in einigen Drittweltländern sowie dem Libanon im Einsatz, auch wird die Munition Kaliber 7,92 × 33 mm Kurz weiterhin von der Fabrik Prvi Partizan in Užice (Serbien) hergestellt. Im Jahr 2012 veröffentlichten Rebellen der Freien Syrischen Armee ein Video, in welchem sie ein Waffenlager mit fünftausend StG-44-Sturmgewehren entdecken. Diese Waffen stammen offenbar aus den diversen tschechischen Waffenexporten der 1960er Jahre – wobei Syrien 10.000 deutsche StG 44 und mindestens 500.000 Schuss Munition erwarb.

## Nutzerstaaten
- Algerien[11]
- Argentinien[12]
- Burkina Faso[11]
- Deutsches Reich
- Deutsche Demokratische Republik
- Deutschland
- Dschibuti[11]
- Frankreich nach 1946 in Französisch-Indochina[13]
- Jugoslawien[14]
- Kroatien[15]
- Somalia[11]
- Sowjetunion (erbeutet)
- Sozialistische Republik Vietnam[16]
- Tschechoslowakei[17]
- Ungarn[18]

## Museale Rezeption

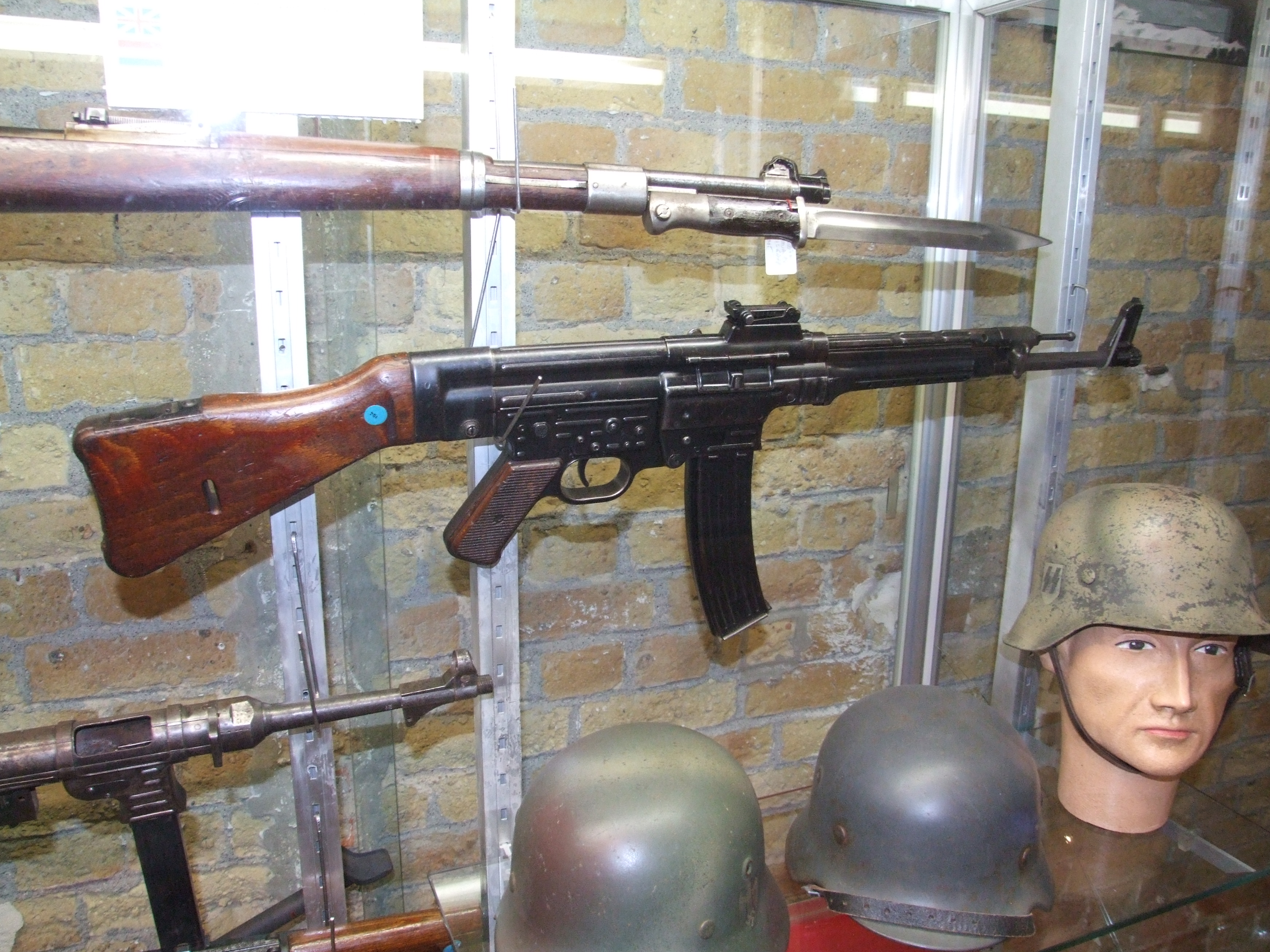
Sturmgewehr 44 in einer Vitrine mit deutschen Handfeuerwaffen im Mémorial du Souvenir, Dünkirchen

Im Heeresgeschichtlichen Museum in Wien ist im Saal „Republik und Diktatur“ ein Sturmgewehr 44 im Kontext der Schlacht um Wien ausgestellt.

## Trivia
- In den Star-Wars-Filmen werden einige deutsche Feuerwaffen aus den Weltkriegen als „Blasterwaffen“ verwendet. So wie das A280C blaster rifle – ein optisch verändertes Sturmgewehr 44.[20]
- In den USA betragen die Schätzpreise für ein StG 44 bei Auktionen 20.000 bis 30.000 USD,[21] für ein StG 44 mit Krummlauf sogar 65.000 bis 95.000 USD.[22]